# 增产乡
增产乡，是中华人民共和国四川省南充市营山县曾经下辖的一个乡。2019年10月，撤销增产乡和丰产乡，将其所属行政区域划归回龙镇管辖。

## 行政区划
增产乡撤销前下辖以下地区：
倒虹村、石罐村、龙骨村、板桥村、碗水村、三清村、光辉村、野马村和光临村。